# Charles Clapp
Charles Clapp, född den 11 januari 1959 i Providence, Rhode Island, är en amerikansk roddare.
Han tog OS-silver i åtta med styrman i samband med de olympiska roddtävlingarna 1984 i Los Angeles.